# Kenton Lee Chambers
Kenton Lee Chambers ( * 1929 - ) es un profesor y botánico estadounidense. Participa de actividades académicas del Departamento de Botánica y Fitopatología, en la Universidad Estatal de Oregon. Accedió al cargo máximo de profesor titular ordinario, y luego profesor emérito. Ha trabajado extensamente en taxonomía de girasoles y de pastos.

## Algunas publicaciones
- 1955. A collection of plants from the eastern flank of the Sierra San Pedro Martir, Baja California. Stanford University. Dudley Herbarium. Contributions. 8 pp.
- 1974. Rare and endangered plants of Oregon: Working draft, April 4, 1974. 12 pp.

### Libros
- 1955. A biosystematic study of the annual species of Microseris. Contributions from the Dudley Herbarium. 312 pp.
- charles bixler Heiser, carl Sharsmith, kenton lee Chambers, roxana Stinchfield Ferris, john hunter Thomas, ira loren Wiggins, lawrence Beane. 1955. Notes on western North American sunflowers. Volumen 4, Parte 8 de Contributions from the Dudley Herbarium. 360 pp.
- 1957. The vascular flora of Middleton Island, Alaska. Volumen 5, Nº 2 de Contributions, Dudley Herbarium. 29 pp.
- 1970. Biochemical coevolution: proceedings of the twenty-ninth annual Biology Colloquium, April 26-27, 1968. Proceedings of the Annual Biology Colloquium. 117 pp.
- jean l. Siddall, kenton lee Chambers, David h. Wagner. 1979. Rare, threatened, and endangered vascular plants in Oregon: an interim report. 109 pp.
- 2000. Oregon vascular plant checklist: Asteraceae. 56 pp.
- john m. Miller, kenton l. Chambers. 2006. Systematics of Claytonia (Portulaceae). Series: SYSTEMATIC BOTANY MONOGRAPHS 78. 236 pp. ISBN 0-912861-78-9

## Honores

### Epónimos
- (Goodeniaceae) Goodenia chambersii F.Muell.[2]
- (Leguminosae) Brachysema chambersii F.Muell. ex Benth.[3]
- (Poaceae) Poa chambersii Soreng[4]
- (Rubiaceae) Chomelia chambersii Dwyer & M.V.Hayden[5]
- (Scrophulariaceae) Castilleja chambersii J.M.Egger & Meinke[6]

- La abreviatura «K.L.Chambers» se emplea para indicar a Kenton Lee Chambers como autoridad en la descripción y clasificación científica de los vegetales.[7]